# Великий Прилучний (струмок)
Великий Прилучний — струмок  в Україні, у  Верховинському районі Івано-Франківської області, лівий доплив  Перкалабу (басейн Дунаю).

## Опис
Довжина струмка приблизно  4,5 км. Притоками струмка є Веснарка Велика і Прелучний Малий (обидві - ліві)

## Розташування
Бере  початок на північно-східних схилах гори Палениці. Тече переважно на північний схід і впадає у річку Перкалабу, ліву притоку Білого Черемоша.